# حسین خدیو جم
سیّد حسین خدیو جم (زادهٔ ۱۳۰۶ خورشیدی در مشهد - درگذشته ۲۵ مهر ۱۳۶۵ در مشهد) نویسنده، مترجم و محقق و غزالی پژوه معاصر بود.

## زندگی
خدیو جم در سال ۱۳۰۶ خورشیدی در مشهد (اصالتی از اشکذر یزد) به دنیا آمد. توان مالی خانواده ضعیف بود و دوران نوجوانی را به سختی گذراند و در حرفه‌های مختلف کارگری کرد. با سعی و همت فراوان به دانشکده ادبیات دانشگاه فردوسی مشهد وارد شد و لیسانس خود را دریافت کرد و از آن پس به تحقیق در کتابخانه‌ها پرداخت. در سال ۱۳۴۱ به تهران آمد و در کتابخانه ملی مشغول کار شد؛ سپس به استخدام وزارت فرهنگ و هنر درآمد و با مؤسسه انتشارات بنیاد فرهنگ ایران همکاری می‌کرد. در سال ۱۳۴۴ موفق به اخذ دکترا از دانشگاه بیروت شد. مدتی نیز رایزن فرهنگی ایران در افغانستان بود.
حسین خدیو جم در ۲۵ مهر ۱۳۶۵ در مشهد درگذشت و پیکرش مطابق وصیتش در بقعهٔ هارونیه (نزدیک شهر توس)، در جوار گور ابوحامد محمد غزالی به خاک سپرده شد.